# Quạt trần

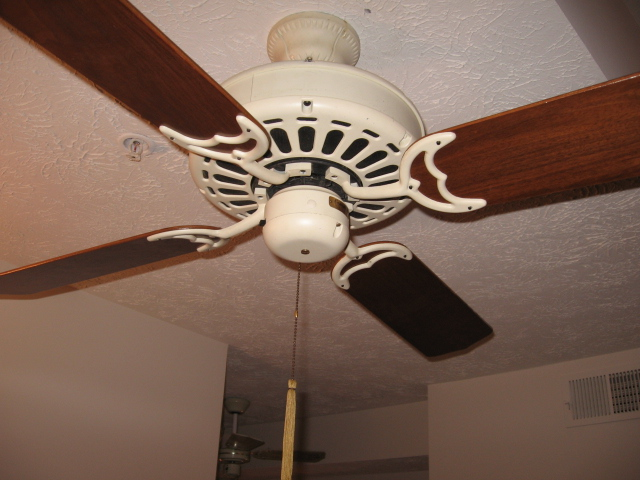
Quạt trần cánh gỗ

Quạt trần là một thiết bị điện làm mát được treo ở trên trần nhà trong phòng ngủ, phòng khách,... để làm mát.

## Lịch sử

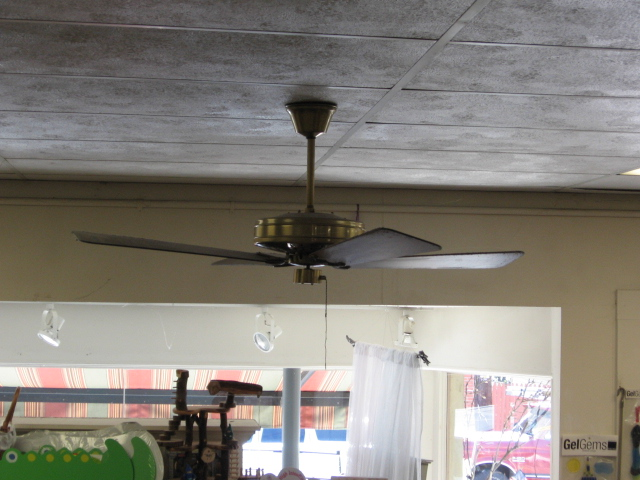
Một chiếc quạt trần

Quạt trần đầu tiên xuất hiện vào thập niên 1860 và Quạt trần Vinawind tại Việt Nam. Tại thời điểm đó, quạt trần không có động cơ điện dưới bất kỳ dạng này. 
Thay vào đó, quạt trần chạy nhờ một dòng nước chảy, kết hợp với một tua bin để kéo các cu roa và các cu roa này kéo chạy quạt có hai cánh. Hệ thống này có thể làm cho nhiều quạt chạy một lúc, do đó đã được sử dụng phổ biến ở các nhà hàng, văn phòng. Một trong những hệ thống như thế đến ngày nay vẫn còn ở một số khu vực phía nam Hoa Kỳ, nơi chúng đã từng tỏ ra hữu dụng.
Sau này, quạt trần chạy bằng điện đã được Philip Diehl sáng chế vào năm 1882. Ông đã sử dụng động cơ điện lấy từ máy khâu Singer. Quạt điện Diehl lúc đó hoạt động giống như quạt trần ngày nay, mỗi quạt có một đơn vị động cơ riêng, do đó làm giảm hệ thống dây cu roa rối rắm.
Sau cuộc chiến tranh thế giới thứ hai, hầu hết thợ đều sản xuất loại quạt trần có 4 cánh ban đầu thay vì 2 cánh. Quạt trần khi đó rất phổ biến tại các nước khác có khí hậu nóng, tiêu thụ năng lượng rất tiết kiệm.
Năm 1959, quạt trần bắt đầu xuất hiện ở Anh Quốc. Trong những năm 1960, một số nước phương Đông nhà sản xuất bắt đầu xuất khẩu sản phẩm quạt trần vào Hoa Kỳ. Lúc đầu tiêu thụ chậm, nhưng họ đã giành được những thành công lớn của cuộc khủng hoảng năng lượng vào cuối năm 1970
Kể từ năm 2000, các công ty sản xuất quạt đã sản xuất các quạt trần có giá bán cao hơn với thiết kế có giá trị trang trí. Năm 2001, Patricia Dane Rogers của Washington Post  đã viết "Giống như nhiều vật dụng gia dụng gia đình trần tục khác, những đồ dùng dự phòng này đang có phong cách và công nghệ cao."

## Cấu tạo
- Bầu quạt: Là bộ phận chạy được của quạt trần.
- Ốc vít: Để gắn những cánh quạt vào trong bầu quạt và gắn những phụ kiện khác vào nhau;
- Cánh quạt: Lắp vào bầu quạt để làm mát. Một chiếc có từ 2~6 cánh;
- Phễu dưới: Để hứng dầu tránh chảy ra quạt. Chỉ có ở quạt loại 3 cánh;
- Phễu trên: Để che đi toàn bộ móc treo và hộp điện ở trên trần nhà;
- Ống treo: Để treo quạt trần lên trên móc và để lắp các phụ kiện vào;
- Công tắc: Là giây giật (quạt 4~6 cánh) hay hộp số (quạt 3 cánh) để bật tắt quạt hay chỉnh tốc độ quạt;
- Hộp điện: Gắn trên trần để nối dây điện của quạt với dây điện trong nhà;
- Đèn trang trí: Lắp dưới quạt để chiếu sáng (chỉ có ở loại 4~6 cánh).

## Hình ảnh khác về quạt trần

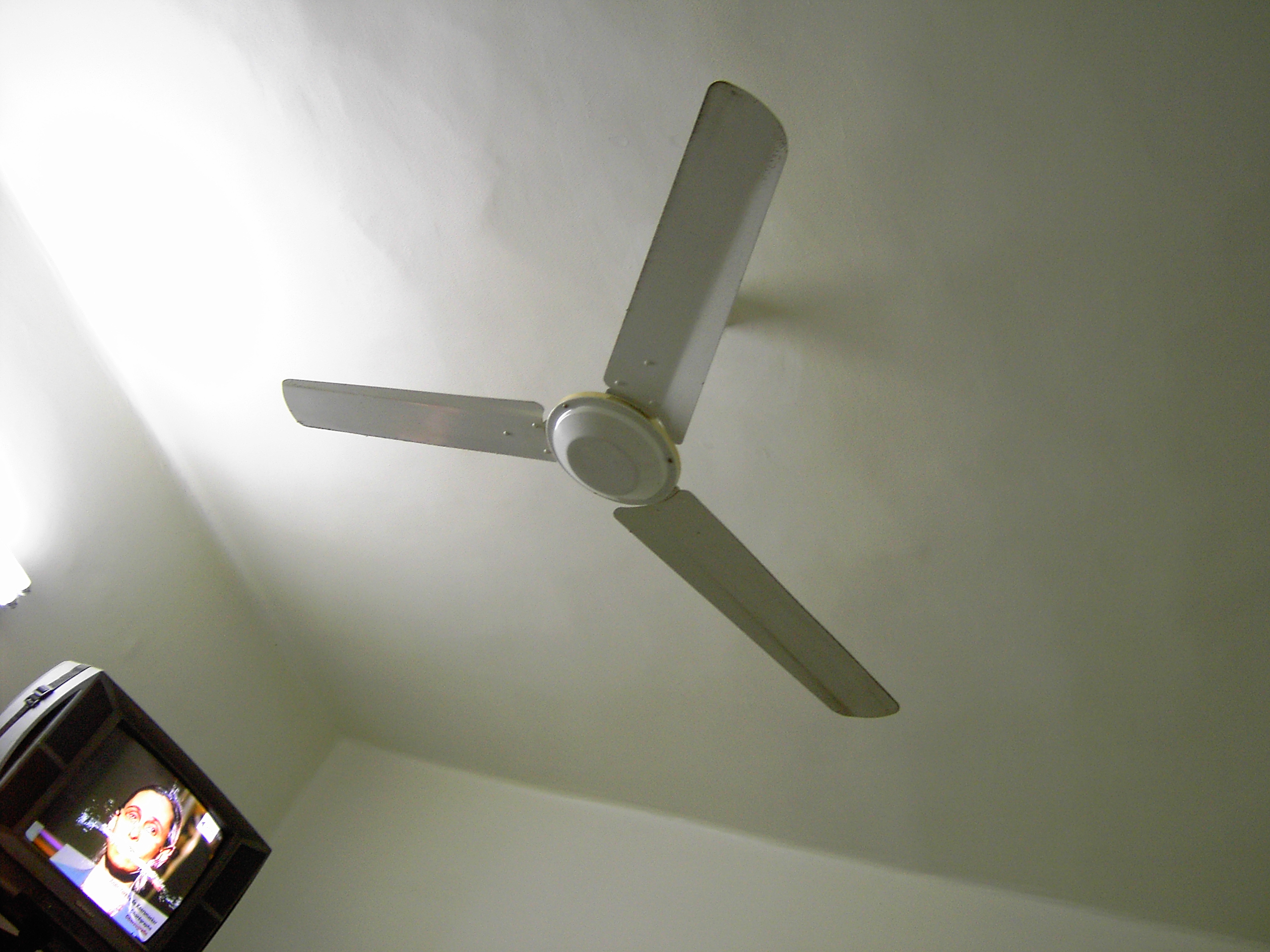
Quạt ba cánh
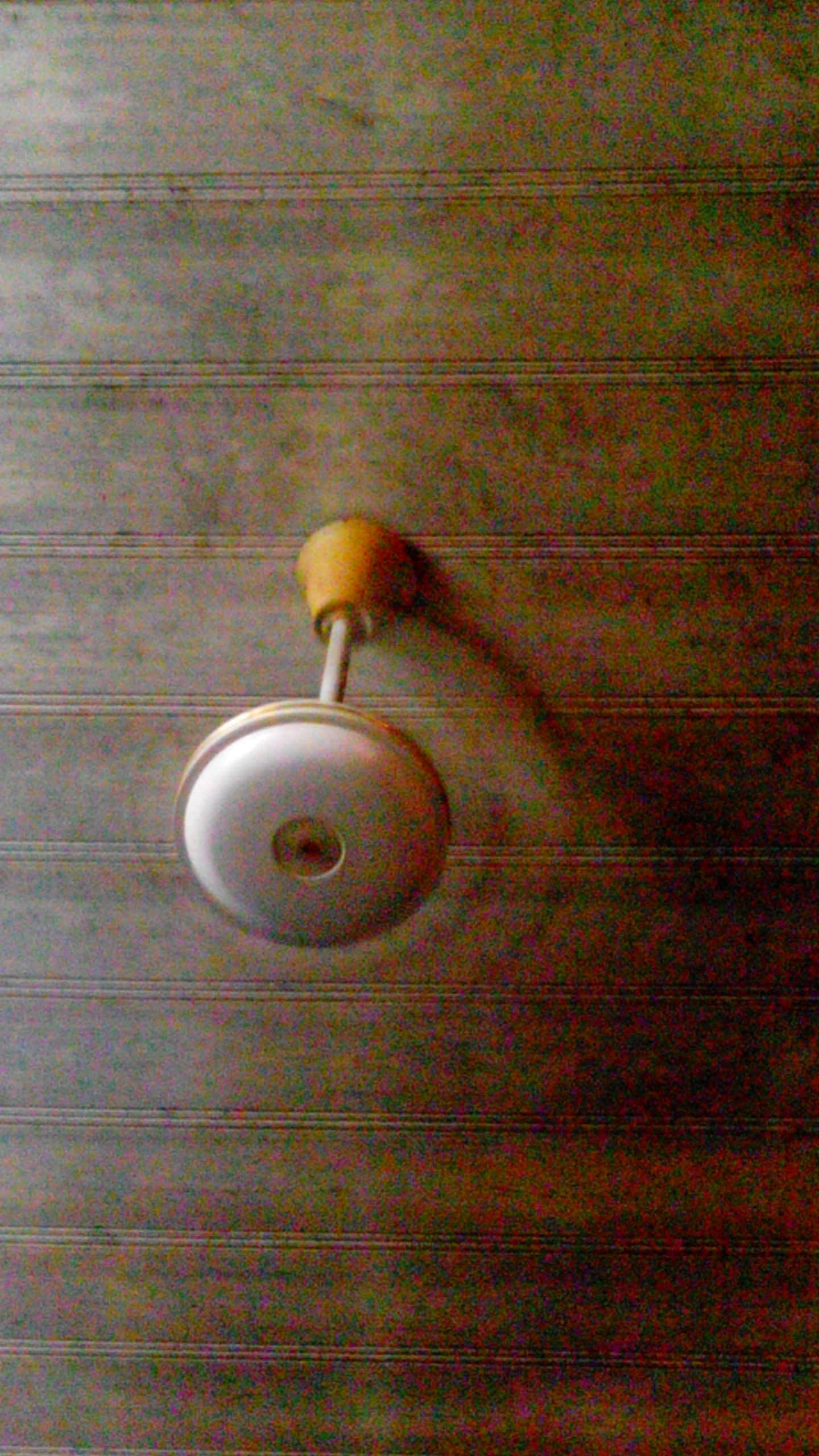
Một chiếc quạt trần đang quay
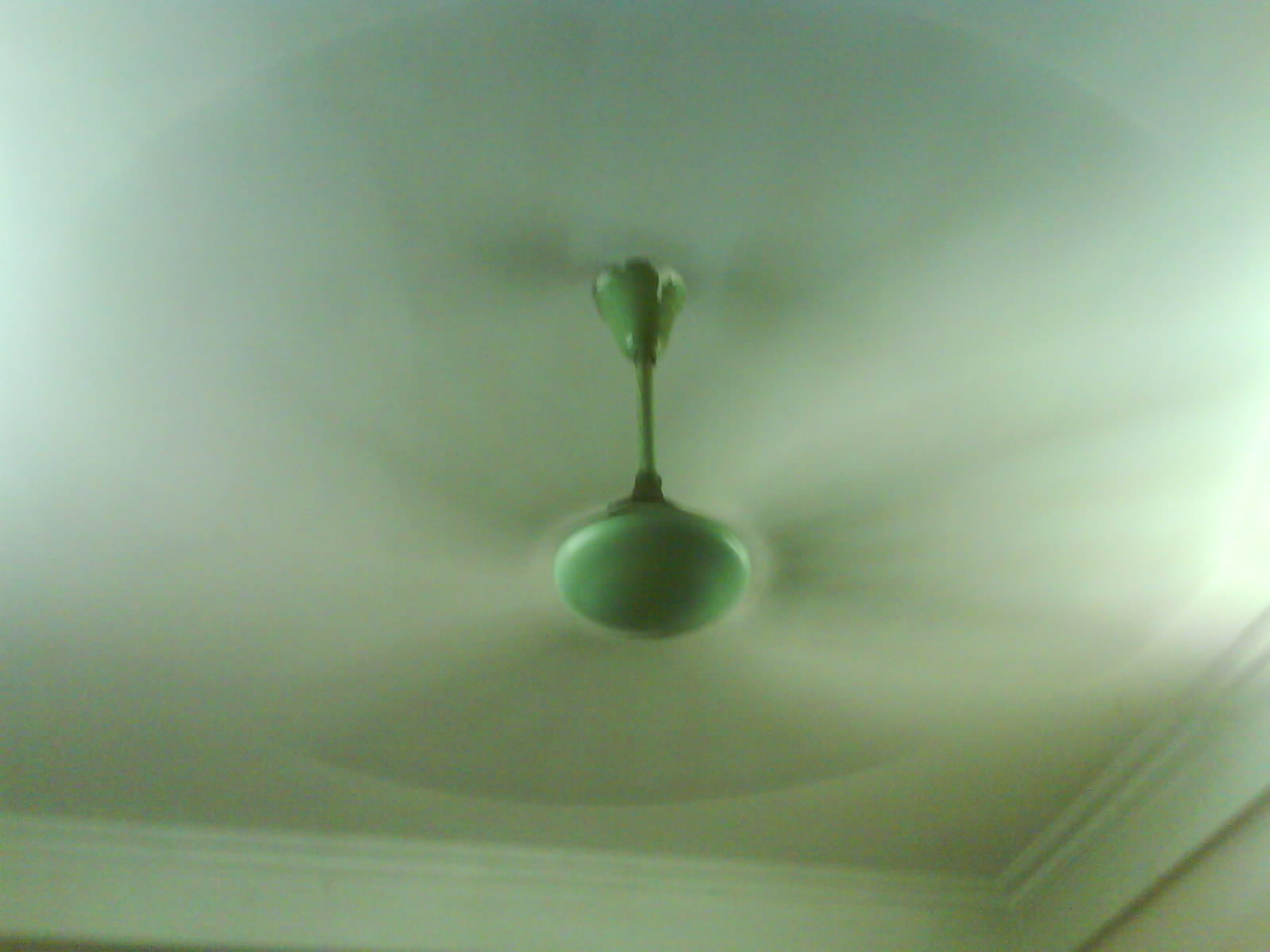
Một chiếc quạt trần hoạt động mạnh mẽ